# カストリア県

カストリア県
Περιφερειακή ενότητα Καστοριάς

カストリア県（カストリアけん、Περιφερειακή ενότητα Καστοριάς）は、ギリシャ共和国の西マケドニア地方を構成する行政区（ペリフェリアキ・エノティタ）のひとつ。県都はカストリア（Καστοριά / Kastoriá）。

## 地理

### 位置・広がり
カストリア県はマケドニア地方の西部であり、ギリシャの北部に位置する。また、フロリナ県、グレヴェナ県、コザニ県、ヨアニナ県とそれぞれ接している。また、県の西端はアルバニアのコルチャ県の国境で接している。

### 地勢・気候
カストリア県は山がちな地形で、大陸性気候で冬は寒冷で、夏は暑い。また、県の南西部にはグラモス山脈やヴィオ山脈が、県の北東部にはヴェルノ山脈がそれぞれ走っている。

## 住民
カストリア県の住民の大部分は、ポントス系ギリシャ人起源である。彼らの祖先は、1923年のローザンヌ条約が承認された後にギリシャに移住してきた人々なのである。

## 行政区画

カストリア県

### 市（ディモス）
カストリア県は、以下の自治体（ディモス、市）から構成される。面積の単位はkm²、人口は2001年国勢調査時点。
|   | 自治体名     | 綴り     | 政庁所在地             | 面積  | 人口   |
| - | ------------ | -------- | ---------------------- | ----- | ------ |
| 1 | カストリア   | Φλώρινα  | フロリナ (el)          | 827.6 | 33,282 |
| 2 | ネストリオ   | Νεστόριο | アミンデオ             | 618.5 | 3,542  |
| 3 | オレスティダ | Ορεστίδα | アルゴス・オレスティコ | 349.3 | 13,375 |

### 旧自治体（ディモティキ・エノティタ）

カストリア県の旧自治体（1999年 - 2010年）

カリクラティス改革（2011年1月施行）以前の広域自治体（ノモス）としてのカストリア県（Νομός Καστοριάς）は、以下の基礎自治体（ディモス）から構成されていた。改革後、旧自治体は新自治体（ディモス）を構成する行政区（ディモティキ・エノティタ）となっている。
下表の番号は右図と対応している。「旧自治体」欄で※印を付したものはキノティタ、それ以外はディモス。「政庁所在地」欄で太字になっているものは、新自治体の政庁所在地となったものを示す。
|    | 旧自治体           | 綴り            | 政庁所在地             | 新自治体     |
| -- | ------------------ | --------------- | ---------------------- | ------------ |
| 1  | カストリア         | Καστοριά        | カストリア             | カストリア   |
| 2  | アヤ・トリアダ     | Αγία Τριάδα     | マニャキ               | カストリア   |
| 3  | アイイ・アナルギリ | Άγιοι Ανάργυροι | コリソス               | カストリア   |
| 4  | アクリテス         | Ακρίτες         | ディポタミア           | ネストリオ   |
| 5  | メソポタミア       | Μεσοποταμία     | メソポタミア           | カストリア   |
| 6  | ヴィツィ           | Βίτσι           | ティヒオ               | カストリア   |
| 7  | ヨン・ドラグミス   | Ίων Δραγούμης   | ヴォガツィコ           | オレスティダ |
| 8  | クリスラ           | Κλεισούρα       | クリスラ               | カストリア   |
| 9  | コレスティア       | Κορεστία        | マクロホリ             | カストリア   |
| 10 | マケドネス         | Μακεδνές        | マヴロホリ             | カストリア   |
| 11 | ネストリオ         | Νεστόριο        | ネストリオ             | ネストリオ   |
| 12 | オレスティダ       | Ορεστίδα        | アルゴス・オレスティコ | オレスティダ |
| 13 | アレネス ※         | Αρρένες         | エプタホリ             | ネストリオ   |
| 14 | グラモス ※         | Γράμος          | グラモス               | ネストリオ   |
| 15 | カストラキ ※       | Καστρακί        | イェロピイ             | カストリア   |

## 交通
- 国道15号線
- 国道20号線（欧州自動車道路E90号線）